# Dereck Lively
Dereck Jerome Lively II (Austin, 12 febbraio 2004) è un cestista statunitense, professionista nella NBA con i Dallas Mavericks.

## Carriera
Dopo aver trascorso una stagione con i Duke Blue Devils, nel 2023 si dichiara per il Draft NBA, venendo selezionato con la dodicesima scelta assoluta dagli Oklahoma City Thunder, che lo cedono subito ai Dallas Mavericks in cambio di Cason Wallace.

## Statistiche

### College
| Anno      | Squadra          | PG | PT | MP   | TC%  | 3P%  | TL%  | RP  | AP  | PRP | SP  | PP  |
| --------- | ---------------- | -- | -- | ---- | ---- | ---- | ---- | --- | --- | --- | --- | --- |
| 2022-2023 | Duke Blue Devils | 34 | 27 | 20,6 | 65,8 | 15,4 | 60,0 | 5,4 | 1,1 | 0,5 | 2,4 | 5,2 |
| Carriera  | Carriera         | 34 | 27 | 20,6 | 65,8 | 15,4 | 60,0 | 5,4 | 1,1 | 0,5 | 2,4 | 5,2 |

| * | Primo nella lega |

### NBA

#### Regular season
| Anno      | Squadra          | PG | PT | MP   | TC%  | 3P% | TL%  | RP  | AP  | PRP | SP  | PP  |
| --------- | ---------------- | -- | -- | ---- | ---- | --- | ---- | --- | --- | --- | --- | --- |
| 2023-2024 | Dallas Mavericks | 55 | 42 | 23,5 | 74,7 | 0,0 | 50,6 | 6,9 | 1,1 | 0,7 | 1,4 | 8,8 |
| 2024-2025 | Dallas Mavericks | 36 | 29 | 23,1 | 70,2 | -   | 63,0 | 7,5 | 2,4 | 0,6 | 1,6 | 8,7 |
| Carriera  | Carriera         | 71 | 51 | 23,3 | 73,8 | 0,0 | 54,6 | 6,9 | 1,4 | 0,6 | 1,4 | 8,8 |

#### Play-off
| Anno     | Squadra          | PG | PT | MP   | TC%  | 3P% | TL%  | RP  | AP  | PRP | SP  | PP  |
| -------- | ---------------- | -- | -- | ---- | ---- | --- | ---- | --- | --- | --- | --- | --- |
| 2024     | Dallas Mavericks | 21 | 0  | 22,0 | 67,4 | 100 | 59,0 | 7,4 | 1,3 | 0,4 | 1,0 | 7,9 |
| Carriera | Carriera         | 21 | 0  | 22,0 | 67,4 | 100 | 59,0 | 7,4 | 1,3 | 0,4 | 1,0 | 7,9 |

## Palmarès
- McDonald's All-American (2022)
- NBA All-Rookie Second Team (2024)